# السباعي محمد السباعي
السباعي محمد السباعي (8 أغسطس 1941 - 23 فبراير 2013) هو كاتب وباحث مصري متخصص في اللغات الشرقية، من مؤسسي مركز الدراسات الشرقية، ومديره عند التأسيس، أستاذ الدراسات الشرقية في كلية الآداب بجامعة القاهرة.

## السيرة
ولد السباعي محمد السباعي في قرية شبرا بابل إحدى قرى مركز المحلة الكبرى في محافظة الغربية في 1941/8/8م، وترعرع فيها، ودرس في مدارسها، حيث تلقى تعليمه الإبتدائي والإعدادي والثانوي في مدارس المحلة الكبرى وطنطا وتخرج منها، حتى التحق بكلية الآداب، قسم اللغات الشرقية، فرع لغات الأمم الإسلامية وحصل منها على شهادة البكالوريوس (ليسانس) بتقدير جيد جداً مع مرتبة الشرف وذلك عام 1963م. وبعد تخرجه مباشرة وفي نفس العام عين معيداً بقسم اللغات الشرقية.
ثم واصل دراسته فنال درجة الماجستير بتقدير جيد جداً عام 1968م، من نفس القسم عن رسالته "جلال الدين الرومي وكتابه فيه ما فيه.
وبعدها قدم على دراسة الدكتوراه في نفس الكلية، وحصل عليها وبمرتبة الشرف عام 1972م، عن إطروحته «عطاء ملك الجويني وكتابه جهان كشاى».

## عمله ومناصبه
- عين معيداً بقسم اللغات الشرقية بالكلية فور تخرجه عام 1963
- عين مدرساً عام 1972 بكلية الآداب – جامعة القاهرة.
- ثم أستاذاً مساعداً عام 1977م.
- ثم أستاذاً عام 1982م.
- شغل منصب رئيس قسم اللغات الشرقية من سنة 1983م إلى 1989م وفي نفس الوقت شغل منصب وكيل كلية الآداب جامعة بني سويف ثم عميداً لها من عام 1986 إلى 1989م.
- عميداً لكلية الآداب – جامعة القاهرة فرع بني سويف من 1986 إلى 1989م.
- رئيس قسم اللغات الشرقية مرة ثالثة من سبتمبر 1992م حتى سبتمبر 1995.
- ساهم بدور أساسي في إنشاء مركز الدراسات الشرقية ووضع لائحته ونظامه الإساسي وتولى موقع مدير هذا المركز منذ إنشائه عام 1989م وترك الموقع في 1997/6/1م.
- خبير بمجمع اللغة العربية بالقاهرة للغتين الفارسية والتركية إعتباراً من 1992م وحتى 2013.
- رئيس تحرير مجلة الدراسات الشرقية التي تصدر عن جمعية خريجي أقسام اللغات الشرقية لمدة ثلاثة أعوام.[5]
- رئيس تحرير مجلة رسالة المشرق التي تصدر عن مركز الدراسات الشرقية منذ عام 1992 حتى 1997م.
- الاشراف على قسم بلاد ما وراء النهرين وإيران في المعهد العالى لحضارات الشرق الأدنى بجامعة الزقازيق.
- عمل عميدا للمعهد العالي للسياحة والفنادق بمدينة السادس من أكتوبر 1996-1997م.
- قام بالتدريس في جامعات القاهرة – طنطا- المنصورة- الزقازيق- الأزهر- سوهاج- المنوفية.
- قام بالتدريس في جامعة الرياض بالمملكة العربية السعودية من 1979 حتى 1981م.
- أشرف وشارك في مناقشة أكثر من 70 رسالة بين الماجستير والدكتوراه في جامعات جمهورية مصر العربية (القاهرة- عين شمس- المنصورة- الأزهر- الزقازيق- سوهاج- بني سويف).
- عضو لجنة ترقية الأساتذة الخاصة باللغات الشرقية (أساتذة وأساتذة مساعدين).
- مقرر لجنة ترقية الأساتذة في الدورتين الرابعة والخامسة بالانتخاب.
- مقرر لجنة ترقية الأساتذة تخصص اللغات الشرقية والدراسات الإفريقية، في الدورة السادسة بالتعيين.
- عضو لجنة الترقيات في الدورة السابعة والثامنة.
- ساهم في العديد من المؤتمرات العلمية وألقى محاضرات في كل من تركيا وإيران منذ عام 1972 حتى عام 1992م.
- قام بزيارة لموسكوو أذربيجان وتركيا وغيرها بدعوة من جامعتها وألقى محاضرات بها وزار معاهدها العلمية.
- وضع لائحة لدراسة اللغات الشرقية لبعض الجامعات العربية والمصرية بناء على دعوة من تلك الجامعات، كلية الآداب– جامعة الكويت، على سبيل المثال.
- عضو لجنة تحكيم دولية في إيران لأفضل كتاب صدر عن إيران عام 1999م و2000م، عن تاريخ إيران وحضارتها وأدبها.
- محكم الإنتاج المقدم لترقية في عدد من الجامعات العربية.
- مقرر اللجنة العلمية الدائمة لترقية الإساتذة والإساتذة المساعدين تخصص اللغات الشرقية وأدابها الدورة التاسعة 2004/2007 المجلس الأعلى للجامعات.

## مؤلفاته
1. جلال الدين الرومي وكتابه فيه ما فيه. (الماجستير) عام 1968م.
2. عطا ملك الجويني وكتابه جهان كشا (الدكتوراه) عام 1972م.[6]
3. اللغة الفارسية (نحو وصرف وتعبير) عام 1975-2001/2000 .[7]
4. النثر الفارسي منذ النشأة حتى نهاية العصر القاجاري. عام 1978م.[8]
5. الثورة الإسلامية في إيران من وجهة النظر الإيرانية، عام 2000م، الموسوعة العامة مقاتل من الصحراء.
6. عبد الوهاب عزام، رائدا ومفكرا، القاهرة، الكتاب المصري اللبناني، يناير 2005 .[9]
7. كتابه حديث أسبوعي لمدة عامين متتاليين للإذاعة المصرية الموجهة عن العلاقات المصرية الإيرانية والحضارة الإسلامية والأمثال بين العربية والفارسية، والتأثير بين الفرس والعرب وسلسلة أحاديث عن علماء آسيا الوسطى والقوقاز وإيران واستمرت هذه السلسلة حتى 1994/6/30 م.
8. بدأ من 1994/7/1 م حتى 1997م سلسلة من الأحاديث الإسبوعية بالإذاعة الموجهة عن المدن الإسلامية ودورها في الفكر الإسلامي وتأثير اللغة العربية في لغات الأمم الإسلامية. وبخاصة مدن آسيا الوسطى والقوقاز.
9. تقديم ونشر الرسالة التركية المقدمة من الدكتور: نصوحي قره ارسلان-ارضروم-تركيا والمتضمنة نشر كتاب «جامع التعريب بالطريق القريب» مركز الدراسات الشرقية 1996م / 1413هـ.

## مقالاته
1. الجهود المتبادلة بين العرب والإيرانيين من الناحية التاريخية (بحث) كتاب تذكارى أصدره المركز الثقافى الإيرانى بالقاهرة 1976م.
2. العالم الإسلامى والنظام العالمى الجديد (دراسة تطبيقية على الجمهوريات الإسلامية برابطة الكومنولث) بحث ألقى في المؤتمر الإسلامى العالمى للدعوة والإغاثة 1993م.
3. جمهوريات آسيا الوسطى والقوقاز (رسالة المشرق 1992م).
4. مصر وجمهوريات آسيا والقوقاز «الموقف الدولى» (القاهرة 1993م).
5. الدين وإيران (مجلة الدراسات الشرقية). 1983م.
6. المسلمون والمغول (مجلة الدراسات الشرقية)،1984م.
7. الدراسات الكورية في مصر، باللغة الإنجليزية (مركز الدراسات الإسيوية، كلية الاقتصاد 1995م).
8. إيران النظام السياسى والدور الإقليمى (القاهرة – أوراق الشرق الأوسط – إبريل يوليو 1995م – مركز دراسات الشرق الأوسط).
9. إيران في عصر محمد خاتمي؛ نهاية عصر هاشمي رفسنجاني، وإرهاصات العقد الثالث.
10. الأبجدية الواحدة للغتين أو أكثر تنتميان لمجموعتين لغويتين مختلفتين، رؤية تاريخية – كلية الآداب – فاس – المغرب، نشر 1998 م، ألقى في مؤتمر في فارس ونشرت أعماله.
11. المصادر الفارسية ودورها في كتابة التاريخ الإسلامى (بيروت 1997م).
12. العلاقات المصرية الإيرانية في آفاق التسعينيات (كلية الاقتصاد، مركز البحوث السياسية).
13. آية الله الخميني 1900-1989 ندوة عظماء آسيا في القرن العشرين (نشر كلية الاقتصاد – القاهرة 2000م).
14. كتاب مصاحف وسيوف، إيران من الشاهنشاهية إلى الخاتمية. «تأليف رياض الريس بيروت 2000م عرض ونقد وتحليل» (مجلة المستقبل العربي 2001م)، عدد رقم 268 في 6/2001م.
15. بحث عن عزام رائد ترجمة الشعر من اللغات الشرقية الإسلامية، المجلس الأعلى للثقافة (مؤتمر ترجمة الشعر، 14-15 مايو 2002).
16. مراجعة المعجم الفارسي العربي (فرهنك اصطلاحات روز، تأليف د.غفراني، آية الله زاده شيرازي) مراجعة دكتور السباعي محمد السباعي: دار لونجمان 1994 – القاهرة.
17. مراجعة ترجمة كتاب «المستنيرون.خدمة وخيانة» عن الفارسية تأليف (جلال آل أحمد)، المشروع القومي للترجمة، المجلس الأعلى للثقافة، سبتمبر 2005م.
18. مقال عن «عبد الوهاب عزام» موسوعة أعلام المصريين في القرنين 20,19 تنشره «مكتبة الإسكندرية» سلم في مارس 2006م

## أعماله في الترجمة
- «تاريخ إيران القديم» تأليف حسن بيرنيا والترجمة بالاشتراك مع د.محمد نور الدين عبد المنعم ومراجعة د. يحيى الخشاب.
- «الإسلام في إيران» تقديم وترجمة «الكتاب عن الفارسية» لمؤلفه الروسي بطرشوفسكي، الطبعة الرابعة، مارس 2005م.
- «من الفكر الصوفي الإيراني المعاصر» تأليف صادق عنقا مع كتابة مقدمة وافية – والترجمة بالاشتراك مع د. إبراهيم الدسوقي شتا.
- ترجمات لمواد خاصة بإيران وتركيا وتاريخ آسيا الوسطى في الدوريات المختلفة.
- كتابة السيرة الذاتية لعدد من أعلام الفكر والتاريخ الإسلامي ورواد الدراسات الشرقية لليونسكو.
- مراجعة المعجم الذهبي: فرهنك طلاثي. المعجم الفارسي العربي – تأليف دكتور التونجي مراجعة دكتور السباعي محمد السباعي، لونجمان 1996، القاهرة

## المؤتمرات
- مؤتمرات في إيران حول دراسة اللغة الفارسية وآدابها خارج إيران 1972م -1977م.
- مؤتمر دولي حول الفردوسي. إيران 1992م.
- مؤتمر دولي حول فريد الدين العطار، إيران 1995م.
- الحضارة الإسلامية في الأندلس، اشبيلية – اسبانيا 1994م.
- ملتقى فاس الدولي للدراسات السامية والحامية، مارس 1997م .
- مؤتمر كتابة التاريخ الإسلامي، الإشكالية والمنهج . بيروت، نوفمبر 1997م .
- المؤتمر التأسيسي الأول للمركز العربي للدراسات الإستراتيجية، دمشق، 1995م .
- المشاركة في جلسات مؤسسة الفكر العربي، القاهرة 2002 .
- المشاركة في جلسات مؤسسة الفكر العربي، بيروت 2003 م.

## الأوسمة والتكريم
- وسام (نشان) التاج من الدرجة الثالثة – من شاه إيران الراحل 1976م .
- وسام تقدير من جامعة الكويت نوفمبر 1995م .
- وسام تقدير من المؤتمر التأسيسي للمركز العربي للدراسات الإستراتيجية الرئيس علي ناصر محمد – دمشق – أبريل 1995م .
- تقدير من كلية الآداب – جامعة القاهرة فرع بني سويف أبريل 1996 .
- وسام تقدير من الجامعة الإسلامية في لبنان نوفمبر 1997م .
- تقدير من كلية الآداب – جامعة المنصورة مارس 2002م .
- تقدير وتكريم من كلية الآداب – جامعة القاهرة مايو 2002م .
- تقدير من الجمهورية الإسلامية الإيرانية، 20 مارس 2005 .[10]

## وفاته
توفي الدكتور السباعي محمد السباعي يوم 2013/2/23 م، عن عمر ناهز 72 عاماً.